# ペイント弾
ペイント弾（ペイントだん）とは、液体の塗料または染料の入ったカプセルとなっている弾丸である。

## 概要
この弾丸は、命中した標的を染色する事で他と識別させやすくする物である。遊戯銃により発射されるものもある一方で、実銃から発射されるもの、あるいは専用の装置から発射されるものがあり、用途はペイントボールのようにある種の競技やスポーツで利用されるものから、防犯のために逃走する犯罪者を染色するためのもの、実包の使えない軍事訓練においては命中を確認するための手段、畜産では所定の家畜に目印をつけるものまで様々である。
広義にはカラーボールも一種のペイント弾といえるが、カラーボールは主に投擲する（手で投げる）ためのカプセル状の道具（ボール）で、投げ付けるためにある程度の大きさを持つ。

## 遊戯銃
エアーソフトガンなど遊戯銃のペイント弾は、日本では特にBB弾（直径6mm）の物が流通している。これは、命中した際に色がつくことで、サバイバルゲームを行う上で問題になるゾンビ（弾が当たっても当たっていないふりをしてゲームを続ける行為）対策などに利用されている。ただし、命中時にペイント弾の外殻が割れる必要があるので、弾丸が一定以上の初速を持つ銃でないと使えず、また銃の給弾装置（弾倉など）の構造によっては利用できないものも多い。また直径6mmでは容積が小さいため内蔵するペイントの量が少ない、命中精度が低い等々弾丸としても性能面でも問題があり、決して一般的なものではない。
米国生まれのスポーツであるペイントボールでは、11mmないし17mmの専用の弾丸を使い、使用する銃も「マーカー」と呼ばれる専用の物を使用する。元々は家畜のマーキング用に使われていた装置で、エアソフトガンとは違い、炭酸ガスや窒素ガス、或いは種類によって液化石油ガスを使って発射している。
なお、使われている塗料には、一般的に水洗い可能で対象を染色しない物が用いられている。主に野菜などから抽出された、または食品への利用が認められた物が利用されており、皮膚に触れたり口にしても安全なように考慮されている。
最近では、米国生まれのペイント弾を使う遊戯銃を、日本の法律にあった威力(6mmの0.2gBB弾は0.989J以下、11.3mmのペイント弾は約2J以下)で販売を試みようとしている企業も存在する。

## 防犯
これらではカラーボールの延長で、カラーボール発射機「一発チェッカー」は圧縮ガスで染料の入ったカラーボールを発射する。この染料は対象の衣服や皮膚を染色し、簡単には落とせないものや、あるいは蛍光塗料が利用されており、逃走した犯罪者の発見・検挙が容易なように考慮されている。中には警察犬による臭いによる追跡が可能なように、独特の臭いを持たせた物もある。
日本では金融機関やコンビニエンスストアを中心に、カラーボールを用意するところも見られ、その延長でペイント弾を用意するケースも聞かれる。また防犯・警備用のロボット（テムザック製T-63Artemis）にもペイント弾発射装置が組み込まれ、遠隔操作で発見した不審者に発射する事ができる。警備用ロボットは施設内を巡回・監視するための移動型監視カメラとして利用され、不審者を発見しても追跡・捕獲できる機能は持たないが、ペイント弾でマーキングを行う事で、人間の警備員や警察が対応しやすくなると考えられている。
この中には命中しても特に可視光線では目立った汚損は無いものの、紫外線に反応して鮮やかに蛍光するものも見られる。こちらは逃走する自動車などを染色するために利用される。日本では暴走族取締りを行う覆面オートバイ（通称黒バイ）には、ペイント弾ではないが特殊塗料を噴射する装置や、カラーボール発射装置が備わっている。違反行為を見つけた際にはこれらによりオートバイにマーキングし、後日そのマーキングを証拠に摘発するために利用されている。

## 軍事
訓練用の弾丸として、「シムニッション」というペイント弾が存在する。M16系アサルトライフルの場合、ボルトを含むアッパーレシーバ一式を、シムニッションを使用するためのコンバージョンキットに交換することによって使用可能となる。エアソフトガンや空包を使う訓練と違い、「本物の銃」で「実際に弾を撃つ」ことで、兵士に実戦さながらの緊迫感を与えることが出来る。